# Ostorozjno, babusjka!
Ostorozjno, babusjka! (russisk: Осторожно, бабушка!, da.: Pas på bedstemor!) er en sovjetisk komediefilm fra 1960 instrueret af Nadesjda Kosjeverova.

## Medvirkende
- Faina Ranevskaja som Jelena Timofejevna
- Ariadna Sjengelaja som Lena
- Ljudmila Markelija som Sjura
- Leonid Bykov
- Svetlana Kharitonova
- Nina Urgant som Aleksandra